# Куп пет нација 1948.
Куп пет нација 1948. (службени назив: 1948 Five Nations Championship) је било 54. издање овог најелитнијег репрезентативног рагби такмичења Старог континента. а 19. издање Купа пет нација.
Ирска је освојила Гренд слем.

## Такмичење
Француска - Ирска 6-13
Енглеска - Велс 3-3
Шкотска - Француска 9-8
Велс - Шкотска 14-0
Енглеска - Ирска 10-11
Велс - Француска 3-11
Ирска - Шкотска 6-0
Ирска - Велс 6-3
Шкотска - Енглеска 6-3
Француска - Енглеска 15-0

## Табела
|   | Селекција                      | ИГ | Д | Н | И | ПД | ПП | ПР  | Б |  |
| - | ------------------------------ | -- | - | - | - | -- | -- | --- | - |  |
| 1 | Рагби репрезентација Ирске     | 4  | 4 | 0 | 0 | 36 | 19 | +17 | 8 |  |
| 2 | Рагби репрезентација Француске | 4  | 2 | 0 | 2 | 40 | 25 | +15 | 4 |  |
| 3 | Рагби репрезентација Шкотске   | 4  | 2 | 0 | 2 | 15 | 31 | -16 | 4 |  |
| 4 | Рагби репрезентација Велса     | 4  | 1 | 1 | 2 | 23 | 20 | +3  | 3 |  |
| 5 | Рагби репрезентација Енглеске  | 4  | 0 | 1 | 3 | 16 | 35 | -19 | 1 |  |